# اورگروند
اورگروند (به سوئدی: Öregrund) یک منطقهٔ مسکونی در سوئد است که در بخش اوستهامار واقع شده‌است. اورگروند ۲٫۴۴ کیلومتر مربع مساحت و ۱٬۵۵۵ نفر جمعیت دارد.